# Kernkraftwerk Farley

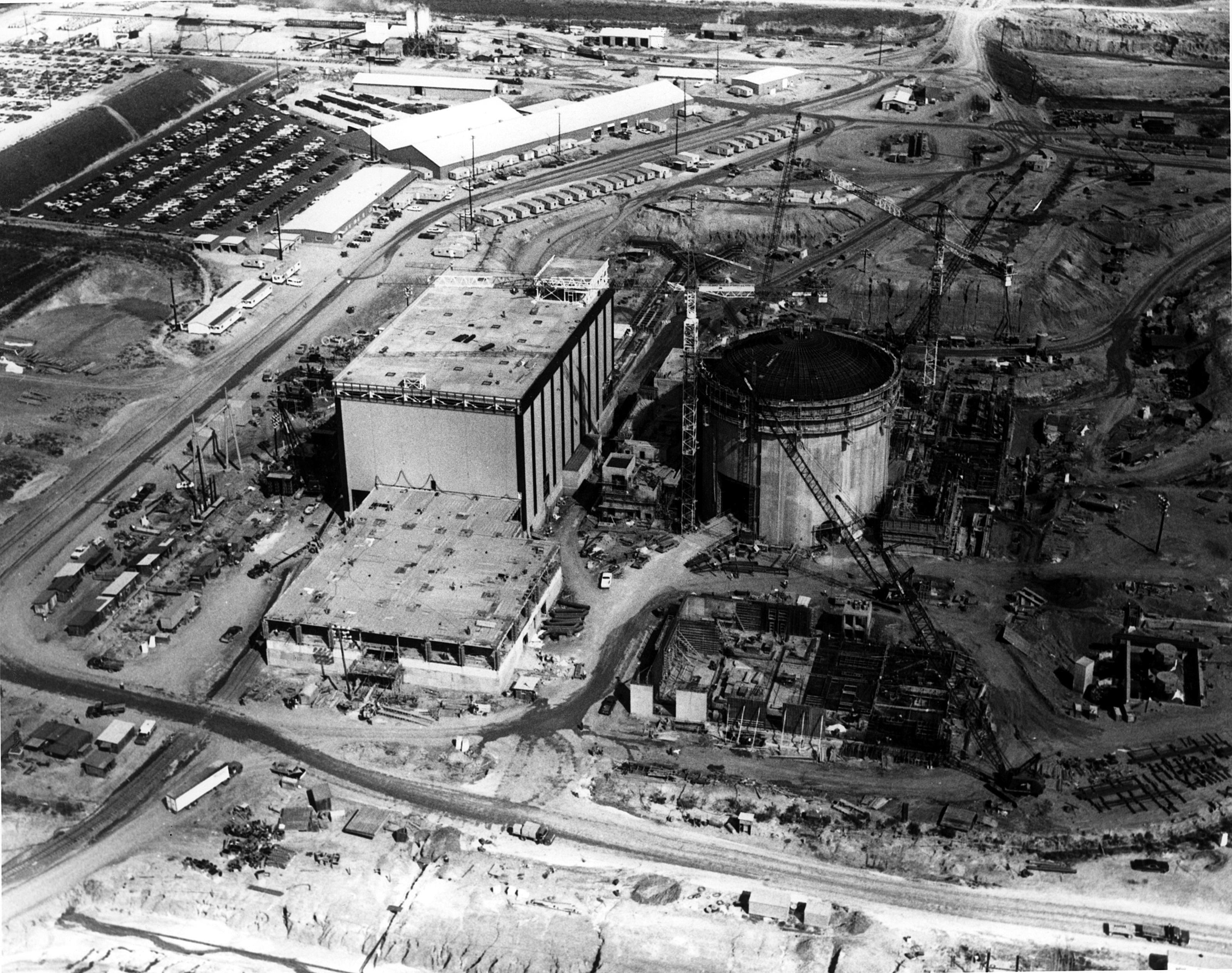
Das Kernkraftwerk Farley in Bau (undatierte Aufnahme)

Das Kernkraftwerk Joseph M. Farley (englisch Farley Nuclear Generating Station) mit zwei Druckwasserreaktoren befindet sich nahe Dothan im US-Bundesstaat Alabama. Betreiberin ist die Southern Nuclear Operating Company, Eigentümerin die Alabama Power Company, beides Tochterunternehmen der Southern Company.
Im Dezember 2016 wurde bekannt, dass auch Farley vom Creusot-Forge-Skandal um gefälschte Zertifikate betroffen ist. Teile der Dampferzeuger in beiden Blöcken stammen von der belasteten Areva-Tochter.

## Block 1
Der Block 1 ist ein Druckwasserreaktor der Firma Westinghouse. Baubeginn war am 16. August 1972. Die Inbetriebnahme des Reaktors fand am 18. August 1977 statt. Block 1 ist mit Block 2 als Zwillingskonstruktion gebaut worden.

## Block 2
Der Block 2 ist ein Druckwasserreaktor der Firma Westinghouse. Baubeginn war am 16. August 1972 zeitgleich mit Reaktorblock 1. Am 25. Mai 1981 wurde der Block ans Netz genommen. Die Gesamtkosten des Baus der Blöcke 1 und 2 betragen etwa 1,57 Milliarden US-Dollar.

## Daten der Reaktorblöcke
Das Kernkraftwerk Farley hat zwei Blöcke:
| Reaktorblock | Reaktortyp         | Netto- leistung | Brutto- leistung | Baubeginn  | Netzsyn- chronisation | Kommer- zieller Betrieb | Abschal- tung  |
| ------------ | ------------------ | --------------- | ---------------- | ---------- | --------------------- | ----------------------- | -------------- |
| Farley-1     | Druckwasserreaktor | 851 MW          | 895 MW           | 16.08.1972 | 18.08.1977            | 01.12.1977              | (2037 geplant) |
| Farley-2     | Druckwasserreaktor | 860 MW          | 905 MW           | 16.08.1972 | 25.05.1981            | 30.07.1981              | (2041 geplant) |